# Cryptops longicornis
Cryptops longicornis är en mångfotingart som först beskrevs av Ribaut 1915.  Cryptops longicornis ingår i släktet Cryptops och familjen Cryptopidae.
Artens utbredningsområde är Spanien. Inga underarter finns listade i Catalogue of Life.